# Шуклинка (Курський район)
Шуклинка (рос. Шуклинка) — присілок в Курському районі Курської області Російської Федерації.
Населення становить 190 осіб. Входить до складу муніципального утворення Щетинська сільрада.

## Історія
Населений пункт розташований на території українського етнічного та культурного краю Східна Слобожанщина.
Від 2004 року входить до складу муніципального утворення Щетинська сільрада.

## Населення
| 2002 | 2010 |
| ---- | ---- |
| 187  | ↗190 |